# Jövedéki orgazdaság
A jövedéki orgazdaság  Magyarországon egy önálló bűncselekmény volt a már hatályon kívül helyezett 1978. évi IV. törvény (Büntető Törvénykönyv) szerint. Volt vétségi és bűntetti alakzata is. Gondatlanul is elkövethető volt.
Több más bűncselekménnyel együtt összevonta a 2011. évi LXXX. törvény, és megalkotta a költségvetési csalás különös részi tényállását. A hatályos Büntető Törvénykönyvben (2012. évi C. törvény) a jövedéki orgazdaság különálló szabályozása is megszűnt, e cselekmények  2020. december 31-ig a vagyon elleni bűncselekmények között szabályozott orgazdaság,  a 20201. január 1-jétől hatályos Btk. szerint a pénzmosás tényállása alá tartoznak.

## Fogalma
Aki vagyoni haszonszerzés céljából más által jövedéki adózás alól elvont terméket megszerez, tart, felhasznál, forgalomba hoz vagy azzal kereskedik, vétséget követ el, és 2 évig terjedő szabadságvesztéssel, közérdekű munkával vagy pénzbüntetéssel büntetendő. Nem valósul meg bűncselekmény, ha a jövedéki termék értéke nem haladja meg az ötvenezer forintot.
A büntetés bűntett miatt 3 évig terjedhet a szabadságvesztés, ha a bűncselekményt jelentős értékű jövedéki termékre, vagy üzletszerűen követik el.
Egy évtől 5 évig terjedhet a szabadságvesztés, ha a bűncselekményt, illetve a jelentős értékű jövedéki termékkel kapcsolatos orgazdaságot üzletszerűen követik el.
A büntetés 2 évtől 8 évig terjedő szabadságvesztés, ha a bűncselekményt különösen jelentős értékű jövedéki termékre, vagy a különösen nagy értékű jövedéki termékkel kapcsolatos orgazdaságot üzletszerűen követik el.

## Célzatosság
Haszonszerzési célzatra is szükség van e bűncselekmény megállapításához,  nemcsak az említett magatartásokra. ennek hiányában nem beszélhetünk jövedéki orgazdaságról.

## Gondatlanság
A jövedéki orgazdaságnak gondatlan formája is van. Aki ugyanis különösen nagy vagy azt meghaladó értékre gondatlanságból követi el a bűncselekményt, vétség miatt 1 évig terjedő szabadságvesztéssel, közérdekű munkával vagy pénzbüntetéssel büntetendő. Ebből következik, hogy a kisebb értékre gondatlanságból elkövetett orgazdaság nem bűncselekmény. A vagyoni haszonszerzési célzatnak ilyenkor is fenn kell állnia, a szándékos bűncselekménnyel ellentétben azonban az elkövető itt nem tudta, csak gyaníthatta, hogy jövedéki adózás alól elvont termékről van szó.

## A jövedéki termék értéke
A jövedéki termék értékének megállapításánál a jogszerűen előállított jövedéki termék értékét kell figyelembe venni.

## Története
A jövedéki orgazdaság tényállását a 2001. évi LIX. törvény iktatta be az 1978. évi IV. törvénnyel megállapított  magyar Büntető Törvénykönyvbe 2001. július 20-ától, a visszaélés jövedékkel és a jövedékkel visszaélés elősegítése tényállásával együtt (E három bűncselekményt együttesen jövedéki bűncselekményeknek nevezték. 
Több más bűncselekménnyel együtt összevonta a 2011. évi LXXX. törvény, és megalkotta a költségvetési csalás különös részi tényállását. A hatályos Büntető Törvénykönyvben (2012. évi C. törvény) az utóbbi néven szerepel.